# Biotopo Prà dell'Albi-Cei
Il Biotopo Prà dell'Albi-Cei è un'area naturale protetta del Trentino-Alto Adige istituita nel 1992.
Occupa una superficie di 116,55 ha nel comune di Villa Lagarina, in Provincia autonoma di Trento.
Si trova nella cosiddetta Valle di Cei ed è l'unico biotopo in Trentino-Alto Adige nel quale siano concesse alcune attività umane: nel lago è infatti consentita la balneazione, l'utilizzo di natanti non a motore e la pesca in alcune aree segnalate.